# سنا (فرانسه)
سنا (فرانسوی: Sénat‎;[seˈna]) مجلس علیای پارلمان فرانسه است. سنا که اعضایش به‌طور غیرمستقیم و از سوی مقامات منتخب، انتخاب می‌شوند، بخش‌های مختلف جمهوری و شهروندان فرانسوی ساکن خارج را نمایندگی می‌کند.
مجلس سنا نسبت به مجمع ملی از اهمیت کمتری برخوردار است. مذاکرات و گفتگوهای بین سناتورها در مجلس سنا کمتر دچار تنش می‌شوند و پوشش رسانه‌ای کمتری بر آن حاکم است.

## اعضاء و نحوه انتخاب آنها
تا سپتامبر ۲۰۰۴ میلادی، مجلس سنای فرانسه ۳۲۱ سناتور داشت که هر یک برای مدت ۹ سال انتخاب می‌شدند. از سپتامبر ۲۰۰۴ تصمیم گرفته‌شد که این مدت زمان به شش سال کاهش یابد. از سوی دیگر، تعداد سناتورها به تدریج به ۳۴۸ نفر افزایش یافت. روش انتخاب سناتورها بدین شکل است که هر سه سال یک‌بار، نیمی از سناتورها تغییر می‌کنند.
سناتورها به‌طور غیرمستقیم و توسط نزدیک به هزارو پانصد تن از مقامات، از جمله اعضای شوراهای محلی مناطق، شوراهای اداری، شهرداران، اعضای شوراهای شهرها و اعضای مجمع ملی، انتخاب می‌شوند.